# Tewel
Tewel – postać historyczna, zbójnik pochodzenia żydowskiego, grasujący w okolicach Gór Świętokrzyskich w XIX wieku.
Tewel dowodził bandą liczącą 30 ludzi, a jego zastępcą był Łembek (Lembek), włościanin spod Świętego Krzyża. Około 1825 roku banda Tewla napadała na dwory, plebanie i kupców, rabując i torturując napadniętych, którzy nie chcieli wskazać miejsca ukrycia kosztowności. Swą kryjówkę zbóje mieli na górze Zamczysko, niedaleko wsi Widełki. Według legendy, sam Tewel ukradł z fundamentów kościoła w Cisowie "diablą rączkę", która miała przynosić szczęście jej posiadaczowi.

Z czasem jego banda, w wyniku ścigania, rozpadła się. Sam Tewel uciekł na Węgry, a pozostałych jej członków sędzia z Chęcin nazwiskiem Raciborski, skazał na więzienie.